# Rata espinosa de Boki Mekot
La rata espinosa de Boki Mekot (Halmaheramys bokimekot) és una espècie de mamífer rosegador de la família dels múrids. Viu a Halmahera, l'illa més gran de l'arxipèlag de les Moluques. Fou descrita per primera vegada el 2013 i fou anomenada pel seu àmbit de distribució i lloc de descobriment a Boki Mekot.
És de mida mitjana amb una llargada de cap a gropa d'entre 14,5 i 16,7 cm, una llargada de cua d'entre 12 i 13,2 cm i un pes d'entre 72 i 99 grams. El pelatge és de color marró grisenc, a l'esquena més aviat marró fosc i a la panxa més blanc.